# Electro-Shock Blues
Electro-Shock Blues   (1998) è il secondo album della band Eels, uscito nel 1998. 

## Il disco
Electro-Shock Blues è un lavoro principalmente del frontman Mark Oliver Everett, Mr. E, insieme al quale si alternano diversi musicisti. L'opera nasce in seguito alla morte in breve tempo della sorella e della madre del cantante, la prima suicidatasi nel 1996, la seconda per cancro ai polmoni. Mr. E elabora un modo del tutto personale per sconfiggere il dolore, scrive canzoni allegre su temi tristi e canzoni tristi sulla felicità il risultato è raccolto in questo album. Nelle canzoni è evidente l'influenza dello stato d'animo dell'artista: il declino, la risposta alla perdita e la realizzazione di essere rimasto l'unico membro della famiglia ancora vivo (suo padre morì a causa di un attacco cardiaco nel 1982; Everett, allora diciannovenne, fu il primo a trovarlo).
Sebbene gran parte dell'album sia tetro, c'è un tema ricorrente di affrontare, imparare a trattare con la perdita, e continuare a vivere. La registrazione comincia con Elizabeth on the Bathroom Floor, una canzone piuttosto breve, composta da una trascrizione dal diario della sorella deceduta. Il climax emotivo è esteso con altre due tracce: Climbing Up to the Moon, che parla dell'esperienza di Everett nel visitare sua sorella ad un centro di salute mentale poco prima della sua morte e Dead of Winter, una canzone riguardo al doloroso trattamento di radioterapia di sua madre e la sua lenta morte. La traccia finale P.S. You Rock My World è una canzone dolce e piena di speranza, con un testo simile ad una commedia, che racconta l'esperienza di Everett in una stazione di rifornimento di benzina, quando una donna anziana suonava il clacson a Mr E credendo che fosse l'inserviente. L'ultima traccia prima del post scriptum è The Medication is Wearing Off, una ripresa della canzone del primo album degli Eels, Novocaine for the Soul.
Come riportato nel sito ufficiale degli Eels, Baby Genius è dedicata al padre di E, il Dr. Hugh Everett III, un fisico quantistico sostenitore della "teoria dei molti mondi".

## Formazione
Al momento della registrazione dell'album, gli unici membri ufficiali degli Eels erano lo stesso E ed il batterista Butch Norton, mentre Tommy Walter aveva lasciato la band. Gli ospiti presenti durante la registrazione dell'album furono T-Bone Burnett, Lisa Germano, Grant Lee Phillips, e Jon Brion.

## Altre informazioni
Oltre al formato CD e cassetta, Electro-shock Blues fu pubblicato anche su vinile. Questa versione incluse due dischi RPM da 10" 33 su vinile blu e trasparente, in edizione limitata.
"Cancer for the Cure" fu anche la colonna sonora del film American Beauty del 1999.

## Tracce
1. Elizabeth on the Bathroom Floor (Mark Everett) – 2:08
2. Going to Your Funeral, Pt. 1 (Mark Everett/Jim Jacobsen/Parthenon Huxley) – 2:37
3. Cancer for the Cure (Mark Everett/Mickey Petralia) – 4:46
4. My Descent Into Madness (Mark Everett/Michael Simpson/Dan Houston/Dan Nakamora) – 3:54
5. 3 Speed (Mark Everett) – 2:45
6. Hospital Food (Mark Everett/Jim Lang/Butch Norton) – 3:23
7. Electro-Shock Blues (Mark Everett/Mickey Petralia) – 2:29
8. Efils' God (Mark Everett/Michael Simpson) – 3:19
9. Going to Your Funeral, Pt. 2 (Mark Everett/Jim Jacobsen) – 1:30
10. Last Stop: This Town (Mark Everett/Michael Simpson) – 3:27
11. Baby Genius (Mark Everett/Jim Lang) – 2:04
12. Climbing to the Moon (Mark Everett) – 3:38
13. Ant Farm (Mark Everett) – 2:11
14. Dead of Winter (Mark Everett) – 2:59
15. The Medication Is Wearing Off (Mark Everett/Mickey Petralia) – 3:51
16. P.S. You Rock My World (Mark Everett) – 3:08